# Victor, Idaho
Victor är en ort i Teton County, Idaho, USA.